# NGC 6721
NGC 6721 ist eine elliptische Galaxie vom Hubble-Typ E im Sternbild Pfau am Südsternhimmel. Sie ist schätzungsweise 194 Millionen Lichtjahre von der Milchstraße entfernt.
Das Objekt wurde am 12. Juli 1834 von John Herschel entdeckt.